# Veddinge Bakker (naturfredning)
 Veddinge Bakker er en højderyg ovenfor sommerhusområdet med samme navn ved Sejerø Bugt i Fårevejle Sogn i Odsherred Kommune. De højeste punkter er Esterhøj og Lyshøj med henholdsvis 89 og 83 meter over havet, og hvorfra man kan se ud over sommerhuse og hav – og et godt stykke ind i landet. Veddinge Bakker er en del af Odsherredbuerne, som er tre bueformede bakkedrag, som ligger i og omkring Odsherred.
Buerne er dannet som randmorræne i slutningen af seneste istid i forbindelse med bælthavsfremstødet, som det hed, da gletsjeren bevægede sig fra sydøst og brød det foranliggende landskab op i flager og skubbede dem sammen langs isranden, og dermed gav området det landskab, som man kan se i dag. området er en del af Natura 2000-område nr. 154 Sejerø Bugt, Saltbæk Vig, Bjergene, Diesebjerg og Bollinge Bakke.

## Kulturhistorie
I bakkerne er der i tidens løb fundet to gravhøje fra bronzealderen, som dog har været overpløjet. I den ene var der intet tilbage, men i den anden fandt man en lille stenkiste, som desværre var tom. Derudover var der nogle brændte ben, en kæde af randsten. Den ene grav formodes at være dateret til ældre bronzealder, mens den anden er dateret til den yngre. Men det viser, at området har været beboet i næsten 4000 år.

## Plantelivet
Ved Diesebjerg i bakkerne findes et meget artsrigt kildevæld med en usædvanlig rigdom af orkideer en stor bestand af majgøgeurt og en af Danmarks blot tre forekomster af den rødlistede orkide langakset trådspore.
Plantelivet i Veddinge Bakker omfatter blandt andet hjertegræs, plettet gøgeurt, leverurt, glat rottehale, harekløver, tjærenelliker, sumphullæbe, knoldet mjødurt og nikkende kobjælde, samt mange andre.

## Dyrelivet
I Veddinge Bakker findes et bredt udvalg af forskellige fuglearter, blandt andet er der observeret både hav- og fiskeørn, rød glente, musvåge, vagtler, skovsneppe og sortspætte, halemejse, gulbug, karmindompap og mange andre.